# Ursache & Wirkung
Ursache\Wirkung ist seit der Gründung 1991 eine quartalsweise erscheinende Zeitschrift. Sie wurde zunächst in Österreich verlegt; seit dem 1. Juli 2019 in Deutschland. Die Zeitschrift steht nach eigener Auskunft für „eine spirituelle Lebensausrichtung und einen weltoffenen, nicht religiösen Buddhismus“.

## Allgemeines
Ursache\Wirkung behandelt als unabhängiges Magazin im deutschsprachigen Raum relevante Themen in den Bereichen Gesellschaft, Gesundheit, Spiritualität, Ökologie, Kultur und Politik aus buddhistischer Sicht. Gründer und Herausgeber bis zur Ausgabe 108 war Peter Riedl. Seit dem 1. Juli 2019 ist Frank Hendrik Hortz Herausgeber und Chefredakteur. Ursache\Wirkung  erscheint quartalsweise, die Druckauflage liegt zwischen 15.000 und 20.000 Stück. Die Zeitschrift ist damit das bedeutendste und meistgelesene buddhistische Magazin im deutschsprachigen Europa. Ursache\Wirkung  erscheint in Deutschland, Österreich und der Schweiz, wird jedoch auch in viele andere Länder versandt.
Zu den ständigen Mitarbeitern gehörten in der Vergangenheit der Schriftsteller Heinz Pusitz und der Philosoph Volker Zotz, der von 1999 bis 2000 auch der Chefredakteur dieser Zeitschrift war. Der Künstler Thilo Götze Regenbogen war zeitweilig regelmäßiger Mitarbeiter der Zeitschrift.

## Redaktion
- Frank Hendrik Hortz, Herausgeber und Chefredakteur
- Ester Platzer, CvD
- Martina Darga, Redakteurin
- Ursula Gramm, Redakteurin
- Irene Waldner, Redakteurin
- Sabine Hortz, Redakteurin und Anzeigen
- Anina von Jesche, Redaktion online

## Ständige Autoren
- Christian Höller
- Margrit Irgang
- Marie Mannschatz
- Peter Riedl
- Hans Günther Wagner